# クリストフェル・ハンステーン

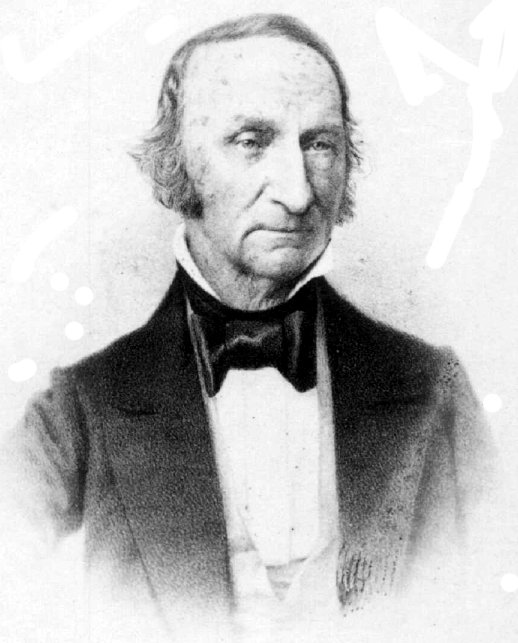
Christopher Hansteen

クリストフェル・ハンステーン（Christopher Hansteen 、1784年9月26日 - 1873年4月11日）は、ノルウェーの天文学者・地球物理学者である。

## 人物
ノルウェーの首都オスロ（当時の呼称はクリスチャニア）に生まれた。コペンハーゲン大学で法律を学んだが、後に数学に転じた。1806年にフレデリクスボー（Frederiksborg）のギムナジウムで数学を教え、翌年地磁気の研究を始めた。
1810年にデンマーク王立科学アカデミーから賞を受賞し、1814年にクリスチャニア大学の講師､1816年に天文学と応用数学の教授となった。1819年に地磁気に関する著書を発表し、これはドイツ語に翻訳さてUntersuchungen uber den Magnetismus der Erdeのタイトルで発表された。地磁気の研究のために、フィンランド、ノルウェーの各地を調査し、1828年から1830年にかけてはGeorg Adolf Ermanやロシア政府と協力して西シベリアを調査した。
これらの結果はReise-Erinnerungen aus Siberien（1854年）、 Souvenirs d’un voyage en　Siberie（1857年）やResultate magnetischer Beobachtungen（1863年）に発表された。シベリア探検から戻った後クリスチャニアに天文台が設けられ、ハンステーンは所長に任じられた。1939年に地磁気観測所を天文台に加えた。多くの地球科学に関する著書を執筆した。月のハンステーンクレータに命名された。